# Kalmar Science Park
Kalmar Science Park är en utvecklings- och företagspark i Kalmar, Sverige. Verksamhetsidén är att erbjuda en kreativ mötesplats för idéer och innovativa företag som vill växa och stärka kalmarregionens attraktivitet genom att tillföra nytänkande, inspiration och nätverksbyggande i nära samarbete med näringslivet och Linnéuniversitetet. 
Kalmar Science Park är uppbyggt runt följande program:
- Kalmar Science Park Incubator med stödjande affärsutveckling för affärsidéer och nyföretagare.
- Kalmar Science Park Associate, ett nätverk för etablerade företag med ambition att växa som ökar möjligheten till kontakter, kunskap och kreativitet.
- Kalmar Science Park Digital Business ett kluster för företag som vill ta ett grepp om och bli ledande inom det digitala och som söker ny kunskap och vill dela erfarenheter med andra utvecklingsintresserade företag.
- Kalmar Science Park Partner [1], företag som vill erbjuda sina tjänster till företagen inom Kalmar Science Park.

Kalmar Science Park ägs av Kalmar Kommunbolag till 93 procent, övriga delägare är Linnaeus University Holding AB med fem procent samt CGI Sverige AB med två procent.